# Le Père Duchesne (chanson)
 (septembre 2022).
Si vous disposez d'ouvrages ou d'articles de référence ou si vous connaissez des sites web de qualité traitant du thème abordé ici, merci de compléter l'article en donnant les références utiles à sa vérifiabilité et en les liant à la section « Notes et références ».

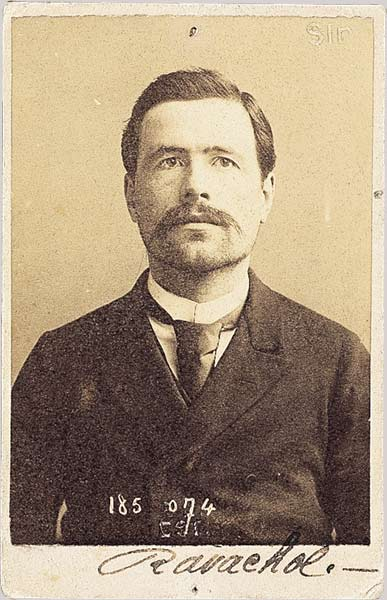
Portrait de Ravachol.

Le Père Duchesne est une chanson révolutionnaire anonyme datée de 1892. 
Le Père Duchesne est un personnage fictif, dénonçant abus et injustices. C'est également et surtout le nom de publications qui firent plusieurs fois leur apparition durant l'histoire (il fut en l'occurrence distribué aux armées révolutionnaires en 1792).
La chanson apparaît comme un anonyme en 1892. Ravachol la chante en montant sur la guillotine le 11 juillet 1892 dans la prison de Montbrison. L'exécution interrompit Ravachol à la fin de l'avant-dernier couplet. On y retrouve, à travers la référence au Père Duchesne et à Marat, l'évocation des revendications sociales des Enragés et des bras-nus de la Première Révolution française. Les travailleurs qui se dressent contre la société de classes y désignent encore leurs ennemis, voués à la lanterne, sous les seules figures traditionnelles du propriétaire et du prêtre. 

## Reprises
Le texte de cette chanson a été enregistrée par différents interprètes et elle figure notamment sur :
- le disque vinyle intitulé Pour en finir avec le travail paru en 1974 et réédité en CD en 1998 (EPM 984582).
- l'album Chansons contre (suite) de Marc Ogeret paru en 1980 (30 cm Vogue, VG408 574003).
- l'album Chansons anarchistes enregistré par Les Quatre Barbus et paru en 1969 (30 cm S.E.R.P. HF 20)
- l'album 71-86-21-36 du groupe anarcho-punk René Binamé.